# Клеофонт (вазописец)

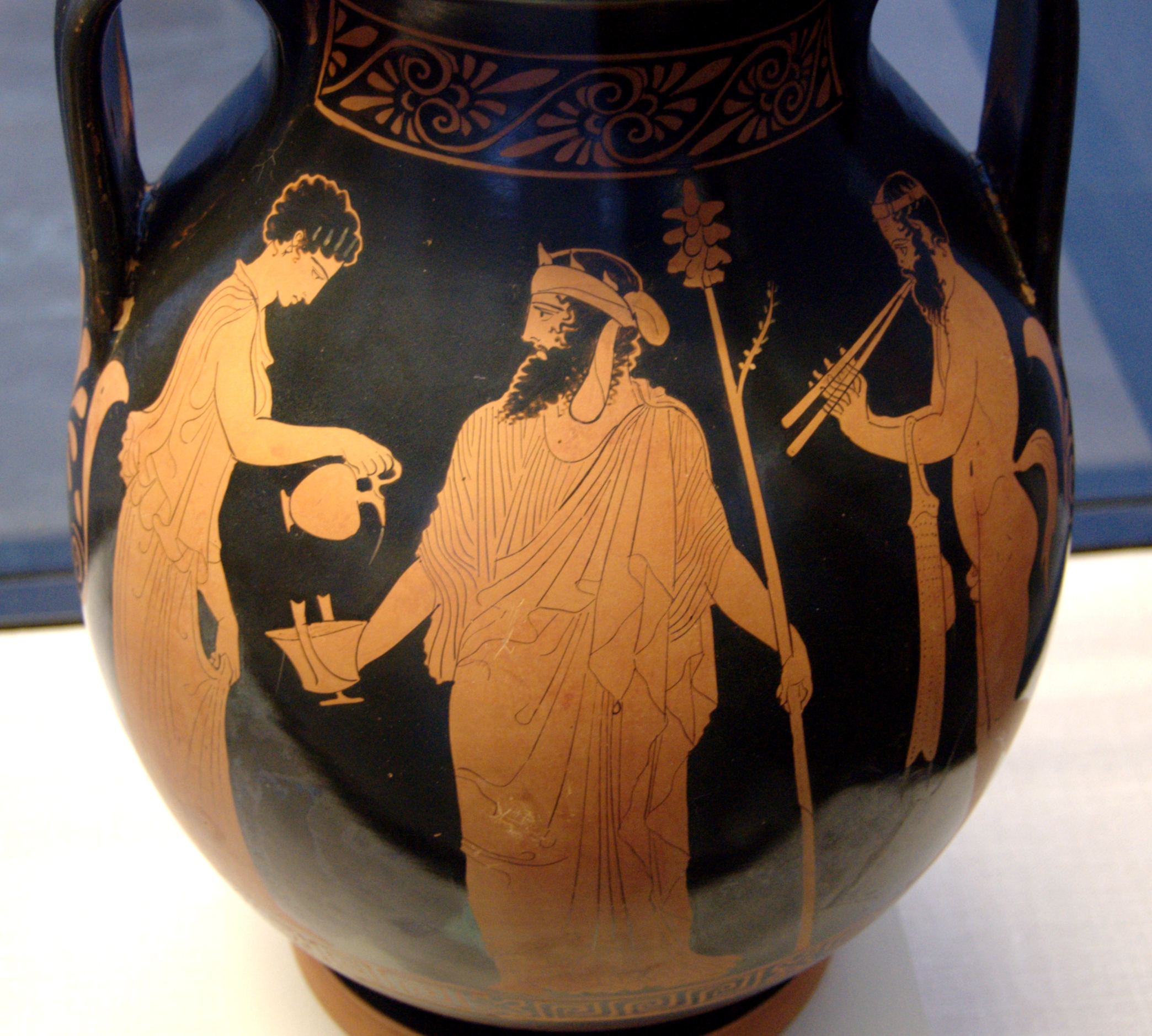
Менада наполняет канфар Диониса, слева Пан, пелика, Государственное античное собрание

Вазописец Клеофонт — анонимный греческий вазописец, работал в Афинах около 460—430 годов до н. э. в технике краснофигурной вазописи.
Исследователи считают, что вазописец Клеофонт мог быть учеником вазописца Полигнота и учителем вазописца диносов. Его условное название происходит от того, что художник в своих работах часто использовал имя Клеофонта в надписях Калос. Авторству вазописца Клеофонта относятся преимущественно вазы больших габаритов не только красно-, но и чёрнофигурные.